# Nikolaj Andreevič Andreev
Nikolaj Andreevič Andreev (in russo Николай Андреевич Андреев?; Mosca, 26 ottobre 1873 – Mosca, 24 dicembre 1932) è stato uno scultore e designer russo, poi sovietico.

## Biografia
Nacque a Mosca in una famiglia di artigiani (il padre era falegname). Tra il 1885 ed il 1891 studiò presso l'università Statale di Arti e Industria Stroganov sotto la guida di Sergej Volnuchin, appartenne al gruppo dei Peredvižniki. Fu noto per il suo stile impressionista, che gli attrasse diverse critiche dagli ambienti artistici ufficiali, sia prima che dopo la rivoluzione russa. Fu autore di diversi ritratti di figure di rivoluzionari, tra i quali spiccano oltre 100 sculture e 200 raffigurazioni pittoriche di Lenin.
Un altro artista che lo influenzò molto nella sua fase formativa fu Paolo Troubetzkoy.
Entrò a far parte nel 1904 del gruppo dei Peredvižniki. A partire dal 1913 lavorò come artista teatrale.